# Jaak De Boever
Jaak De Boever (Gottem, 29 de agosto de 1937), también llamado Jacques De Boever, es un corredor ciclista belga, profesional de 1960 a 1973. Ha logrado 45 victorias durante su carrera profesional.

## Palmarés
1956
- Campeón de Bélgica interclubs

1957
- Campeón de Bélgica interclubs

1960
- Campeón de Flandes independientes

1961
- Tielt-Amberes-Tielt

1962
- Tielt-Amberes-Tielt
- Stadsprijs Geraardsbergen

1964
- Circuito de Flandes Central
- Tielt-Amberes-Tielt

1965
- Roubaix-Cassel-Roubaix

1966
- Tielt-Amberes-Tielt
- Roubaix-Cassel-Roubaix
- Nokere Koerse

1967
- Gran Premio de la ciudad de Vilvorde

1968
- Gran Premio E3

1969
- Omloop van de Vlasstreek
- Vencedor de etapa de Critérium del Dauphiné liberado

## Resultados en las Grandes Vueltas
| Carrera         | 1962 | 1963 | 1964 | 1965 | 1966 | 1967 | 1968 | 1969 | 1970 | 1971 | 1972 | 1973 |
| --------------- | ---- | ---- | ---- | ---- | ---- | ---- | ---- | ---- | ---- | ---- | ---- | ---- |
| Giro de Italia  | -    | -    | -    | -    | -    | 47.º | Ab.  | -    | -    | -    | -    | -    |
| Tour de Francia | 77.º | Ab.  | -    | -    | -    | -    | -    | 60.º | 98.º | -    | -    | -    |
| Vuelta a España | -    | -    | -    | -    | -    | -    | -    | -    | -    | -    | -    | Ab.  |

-: no participa

Ab.: abandono